# Phân chia Nam Bắc ở Anh

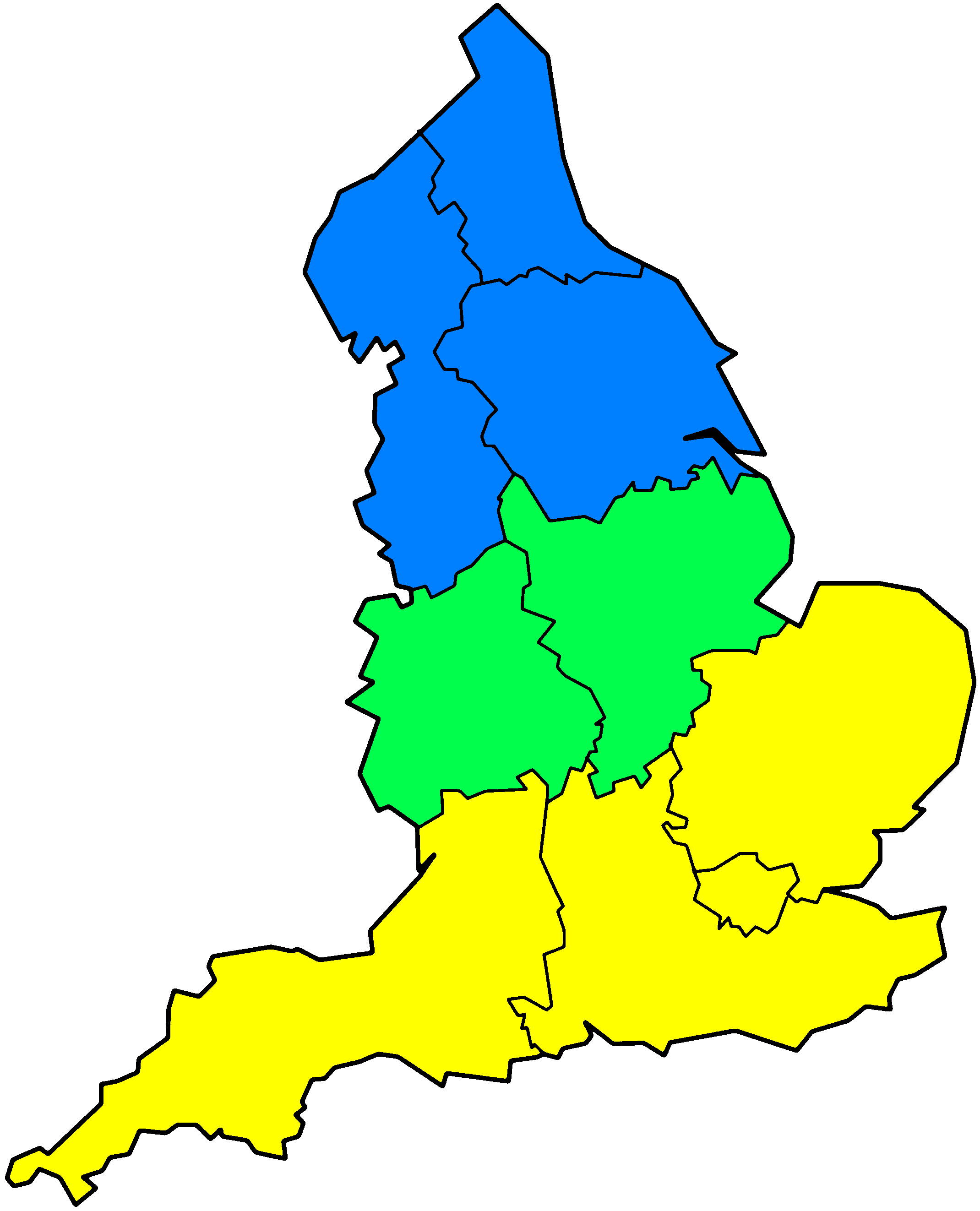
Bắc Anh xanh dương, Trung Anh xanh lục, và Nam Anh vàng

Ở Anh, từ Phân chia Nam Bắc nói đến những sự khác biệt về văn hóa và kinh tế giữa Nam Anh (Đông Nam Anh, Đại Luân Đôn, Tây Nam Anh và những phần của miền Đông) và Bắc Anh (Đông Bắc Anh, Đông Nam Anh và Yorkshire và Humber). Tình trạng của Trung Anh (Midlands) thì thường gây nhiều tranh cãi; Về địa lý, hầu hết các vùng của Midlands thường nằm về phía Nam hơn là phía Bắc. Sự nhập nhằng này cũng hợp với nhiều phần của East Anglia. Về chính trị, miền Nam, và đặc biệt Đông Nam (ngoài Đại Luân Đôn), có khuynh hướng trung tâm hữu, ủng hộ Đảng Bảo thủ, trong khi miền Bắc (đặc biệt ở các tỉnh và các thành phố) nói chung là thường ủng hộ Công đảng Anh.
Trong một bài viết trên tạp chí The Economist (15–21 tháng 9 năm 2012) lý luận rằng, khoảng cách giữa miền Bắc và miền Nam về tuổi thọ trung bình, khuynh hướng chính trị và chiều hướng kinh tế phát triển tới tới mức độ như đó là 2 nước khác nhau.

## Sự tồn tại
Phân chia Nam Bắc không có ranh giới rõ rệt, nhưng có thể liên hệ tới nhiều định kiến, nhiều cơ sở và sự nổi bật của vùng chung quanh khi so sánh tương đối với các vùng khác. Sự tồn tại của Phân chia Nam Bắc được tranh cãi quyết liệt. Một vài nguồn cho là nó không chỉ tồn tại, mà còn đang lan rộng. Thí dụ, báo cáo 'Cambridge Econometrics' vào tháng 3 năm 2006 nhận thấy phát triển kinh tế ở miền Nam trên trung bình ở Vương Quốc Anh chỉ đang xảy ra ở Nam và Đông Nam Anh, trong khi Đông Bắc Anh phát triển chậm nhất. Tuy nhiên cũng cùng một dữ liệu nó lại được giải thích cách khác cho thấy chỉ có khác biệt nhỏ.
Thật vậy, kết quả còn tùy thuộc khía cạnh được lựa chọn để đánh giá. Nói chung, những chỉ tiêu dưới đây thường biểu thị cho sự phân chia Nam Bắc:
- Điều kiện sức khỏe, thường được coi là tồi tệ hơn ở miền Bắc.[5][6] mặc dù việc chi tiêu cho y tế thường cao hơn.[7]
- Giá nhà cửa, thường cao hơn ở miền Nam, nhất là vùng Đông Nam.[8]
- Lương bổng, cao hơn ở miền Nam và Đông.[9]
- Sự chi tiêu của chính phủ, tương đối cao hơn ở miền Bắc so với thuế thu nhập được,[10] nhưng cao hơn ở những vùng then chốt như việc đầu tư vào cơ sở hậu cần ở miền Nam.[11]
- Ảnh hưởng chính trị.[12]

Tuy nhiên, khi những yếu tố khác như vật giá hay nạn nghèo nàn ở thành phố được thêm vào, sự phân chia đôi khi không rõ ràng.
Hơn nữa, nhiều khu vực trung lưu và giàu có tập trung gần Leeds hay Manchester. Một tường thuật về sự giàu có của Barclays Bank cũng cho thấy sự bất bình thường khi khu vực bầu cử giàu thứ nhì sau Kensington và Chelsea lại là Sheffield Hallam. Yorkshire và Cheshire, về địa lý là một phần của miền Bắc, bao gồm những đô thị và khu vực ngoại ô giàu có như Harrogate, Ilkley và Alwoodley ở Yorkshire và Alderley Edge, Wilmslow và Chester ở Cheshire. Về mặt khác, những vùng mà về địa lý nằm ở miền Nam như Isle of Thanet ở Kent đã phải tranh đấu với sự sụt giảm công nghiệp như những phần ở miền Bắc. Cornwall, nhiều quận của London như Hackney và Haringey và những tỉnh miền Nam như Luton là những bất thường khác của sự phân chia Nam Bắc với mức sức khỏe và giáo dục kém.
Điều này đã làm cho nhiều nhà phê bình cho là những phân chia khác, như giai cấp  hay sắc dân đóng một vai trò quan trọng hơn.
Báo Economist cho rằng một trong những nguyên nhân của sự phân chia là sự di dân của những chuyên gia trẻ từ miền Bắc về làm việc ở Luân Đôn, trong khi rất ít những người trong nhóm này duy chuyển từ miền Nam lên một thành phố phía Bắc.